# Gunilla Bielke
Gunilla Bielke (25. června 1568, Liljesta, Östergötland – 19. června 1597, zámek Bråborg) byla jako manželka švédského krále Jana III. v letech 1585–1597 švédskou královnou.

## Biografie

### Původ, mládí
Gunilla (dívčím jménem Gunilla Johannsdotter) nebyla královského původu. Jejími rodiči byli královský rádce Johann Axelsson (zemřel v roce 1576) a jeho manželka Markéta Posse. Gunilla vyrůstala na královském dvoře ve Stockholmu.

### Manželství
Když v roce 1583 zemřela první žena švédského krále Jana III. Kateřina Jagellonská, hledal král novou manželku. Jeho volba padla na tehdy šestnáctiletou půvabnou plavou Gunillu. Ta zpočátku svého nápadníka odmítala, jsouc zamilovaná do mladého šlechtice Pera Jonssona, nakonec však nátlaku podlehla a svolila se sňatkem s králem, o třicet let starším. Svatba se uskutečnila 21. února roku 1585 v katedrále ve Västeråsu a vzápětí byla nevěsta korunována královnou Švédska.
Manželství bylo ve Švédsku velmi odmítáno, především členy rodiny Jana III. Hlavně jeho bratr, vévoda Karel, se mu snažil zabránit, neboť uvažoval spíše o spojení s jinými knížecími či královskými domy. Nakonec odmítl účast na svatebním obřadu; podobně se zachovala i většina královské rodiny.
Z manželství se narodilo jediné dítě – syn:
- Jan (1589–1618), vévoda z Östergötlandu;

### Královna
Gunilla byla silnou osobností. Jako královna byla přívrženkyní a horlivou prosazovatelkou protestantismu a v neposlední řadě pod jejím vlivem její muž, který v podstatě choval sympatie ke katolickému vyznání, se stal přívržencem luteránské víry.
Královna Gunilla ovdověla 17. listopadu 1592. Zemřela v devětadvaceti letech, pět let po smrti svého manžela 25. června 1597 v sídle, které jí manžel doživotně připsal – na zámku Bråborg v Östergötlandu, kde byl její syn Jan vévodou. Pochována byla po boku svého manžela v Uppsale.